# Илиадис, Вассилеос
Вассилеос Илиадис (род. 18 сентября 1981) — греческий самбист и дзюдоист, чемпион (2003—2006) и серебряный призёр (1999, 2002) чемпионатов Греции по дзюдо, победитель и призёр международных турниров по дзюдо, серебряный призёр чемпионата Европы по самбо 2009 года, серебряный призёр чемпионата мира по самбо 2012 года, участник соревнований по дзюдо летних Олимпийских игр 2004 года. По дзюдо выступал в полутяжёлой (до 100 кг) и тяжёлой (свыше 100 кг) весовых категориях.
На Олимпиаде Илиадис в первой же схватке уступил представителю Германии Михаэлю Юраку и остался без олимпийской награды.

## Чемпионаты Греции по дзюдо
- Чемпионат Греции по дзюдо 1999 — ;
- Чемпионат Греции по дзюдо 2002 — ;
- Чемпионат Греции по дзюдо 2003 — ;
- Чемпионат Греции по дзюдо 2004 — ;
- Чемпионат Греции по дзюдо 2005 — ;
- Чемпионат Греции по дзюдо 2006 — ;